# NGC 1782
NGC 1782 (również ESO 56-SC36) – gromada otwarta, znajdująca się w gwiazdozbiorze Złotej Ryby. Należy do Wielkiego Obłoku Magellana. Odkrył ją John Herschel 16 grudnia 1835 roku.